# Ann Keates
Ann Keates es una deportista británica que compitió en vela en la clase Laser Radial. Ganó una medalla de bronce en el Campeonato Mundial de Laser Radial de 1988.

## Palmarés internacional
| Campeonato Mundial | Campeonato Mundial     | Campeonato Mundial | Campeonato Mundial |
| Año                | Lugar                  | Medalla            | Clase              |
| ------------------ | ---------------------- | ------------------ | ------------------ |
| 1988               | Falmouth (Reino Unido) | Medalla de bronce  | Laser Radial       |